# 闻集镇
闻集镇，是中华人民共和国安徽省阜阳市颍泉区下辖的一个乡镇级行政单位。

## 行政区划
闻集镇下辖以下地区：
闻集村、白洋湖村、杨店村、田楼村、葛桥村、火营村、尚营村、刘盆窑村、滑寨村、大宁村、两河村、英桥村、老家村、苏屯村、刘小寨村、溜口村、李关村、大刘村、刘伏庄村、滑集村、齐菜园村、段庄村、杜庄村、杜集村和张湖村。